# Дукля (Винницкая область)
Дукля (укр. Дукля) — бывший посёлок, входил в Тепликский район Винницкой области Украины. Исключён из учётных данных 18.12.2012. На данный момент это территория посёлка Соболевка.
Население по переписи 2001 года составляло 39 человек. Почтовый индекс — 23820. Телефонный код — 4353. Площадь 0,05 км². Код КОАТУУ — 523786403.

## Местный совет
23820, Вінницька обл., Теплицький р-н, с.Соболівка, вул.Суворова,24